# Coleophora tolliella
Coleophora tolliella é uma espécie de mariposa do gênero Coleophora pertencente à família Coleophoridae.